# 义务伦理学
義務倫理學（義務論）是規範倫理學的其中一個理論。義務倫理學認為最高的道德倫理是建基於行為本身，並不會受外來因素影響，與同門的功利主義不同，義務倫理學並不理會後果因素。有時候又稱為「責任」或「應做的」或以規則為定義的倫理，強調道德判斷的客觀依據為「善意志」，重視行為動機，認為應該無條件的出於義務而行善。代表人物有康德，其理論對後世的義務倫理學產生很大影響。

## 康德理論

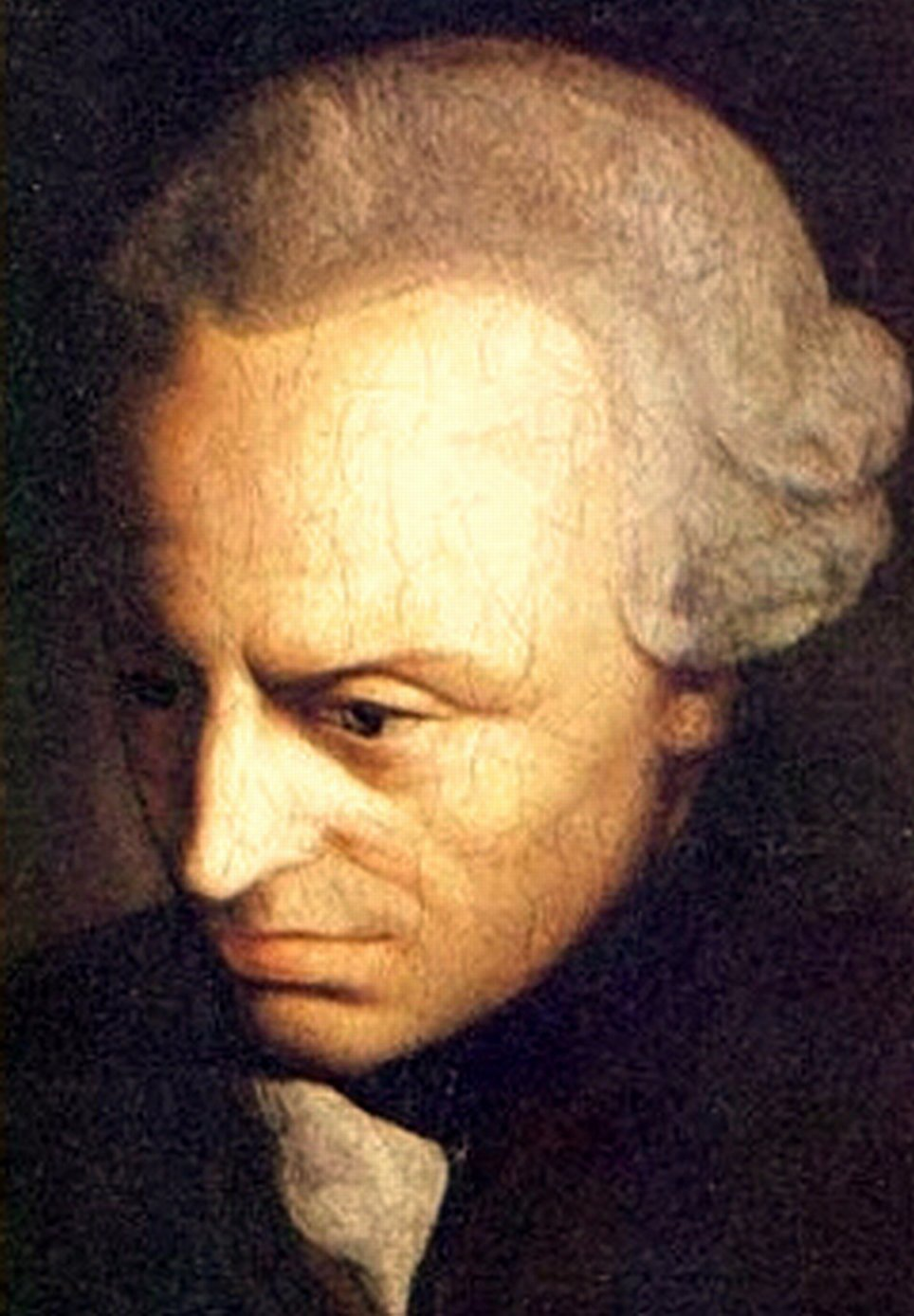
康德

康德理論會考慮不同事件在義務論的因素。第一，康德認為人若要行道德的事，就必需要從責任上做起。第二，康德認為後果不是對與錯的考慮因素，應是行為的目的才決定對錯。

## 義務論的優點與缺點

### 優點
1. 強調理性規則，能夠獲得普遍的認同而實行，並且容易遵循而被教導或學習。[1]
2. 注重理性的價值，能夠維護人的尊嚴，而不是僅僅利用他人。

### 缺點
1. 普遍化的規則並非能夠適用於所有情況，無法普遍化的例外情況反而容易常常被實行。
2. 過於強調理性的力量，忽略由感性出發來驅使行為的人性，並且理性是否是人的唯一目的則是可疑的。
3. 由動機來判定行為是否道德並沒提供實質性的基礎，除了當事人，行為的動機只能被推測而無法得知，行為被實踐通常只是符合規則而無法確定是否出於規則。

由於專注於原則的一致性造成的僵硬化，現代的學者提供了一種較為軟性的方式，也就是，可以將義務分為顯見(或初步)和實際兩種，我們平常需要堅持和遵守的是顯見（prima facie）義務，但在某些情況下我們不得不採取其他的行動時，將不再只是考慮動機，而必須考量結果，這就是所謂的實際義務。
顯見義務有以下幾種：
1. 忠誠（或忠實）：誠實、守承諾、履行契約。
2. 補償：為自己不公正的行為對別人做出補償。
3. 感恩：向別人表達感謝對自己的幫助。
4. 公正：防止分配上的不均，使人無法獲得應得的結果。
5. 慈善：幫助他人改善道德、智力和幸福的狀況。
6. 自我改善：必須增進自己的道德、智力和幸福。
7. 勿作惡（不害人）：不傷害他人、防止對他人的傷害。

如果這幾個顯見義務有衝突的時候，那麼用以下的原則來解決：
1. 始終按照更強烈的顯見義務去行動。
2. 始終採取可壓倒顯見惡的最大顯見善的行為。

不過縱使我們可以堅持和遵守顯見義務，哪些義務是顯見義務就有問題，是不是就這七種，還是有其他的，另外很難判定哪一種顯見義務是比較優先的，「更強烈」只是一種形容詞。
相對於規範倫理注重行為的原則，德性倫理學（Virtue Ethics）強調的是行為者要有某些特質，換句話說，道德判斷是一個人依照他的某些良好品質人格去做選擇，實踐道德上應該做的事，不僅是符合眾人的期盼，更重要的是培養個人的人格。